# Борисов-Мусатов, Виктор Эльпидифорович
Ви́ктор Эльпидифо́рович Бори́сов-Муса́тов (2 [14] апреля 1870 — 26 октября [8 ноября] 1905) — русский живописец и рисовальщик, мастер символических изображений «дворянских гнёзд».

## Биография
Виктор Борисов-Мусатов родился в Саратове 2 (14) апреля 1870 года в семье Эльпидифора Борисовича и Евдокии Гавриловны Мусатовых (урожд. Коноплевой), бывших крепостных, приписавшихся к мещанскому сословию. Отец был железнодорожным служащим. Незаурядной личностью был дед будущего художника, Борис Александрович Мусатов — его имя впоследствии художник присоединил в качестве первой фамилии к своей родовой, отсюда двойная фамилия мастера — Борисов-Мусатов.
В 1873 году, в возрасте трёх лет, Виктор, неудачно упав со скамейки, получил тяжелую травму позвоночника. В результате этого несчастного случая у него начал расти горб; проблемы со здоровьем не прекращались у художника в течение всей его жизни.
Общее образование Виктор получил в Саратовском I-ом Александро-Мариинском реальном училище, в котором получил первоначальные знания и навыки рисования от преподавателя рисования Ф. А. Васильева. В эти годы Виктор много рисует, пытливо вглядываясь в окружающий его мир и пишет картину («Окно», 1886) почти иллюзорно изображающую уголок сада. С 1884 по 1887 гг. проходил обучение в двухклассной рисовальной школе свободного художника И. Ф. Ананьева — первом в Саратове специальном учебном заведении, расположенном в доме Недоноскова, которое ставило своей задачей обучение изобразительному искусству, подготовку к поступлению в Академию художеств. В 1890-х учился изобразительному искусству в студии Саратовского общества изящных искусств под руководством В. В. Коновалова, затем в Московском училище живописи, ваяния и зодчества и в петербургской Академии художеств, где его учителем был Павел Петрович Чистяков.
Учился также в студии Ф. Кормона в Париже. Был близок художникам «Мира искусства». В 1895 году путешествовал по Крыму и Кавказу. Вступил в Союз русских художников.
С 1898 года жил в основном в Саратове (ныне — Дом-музей В. Э. Борисова-Мусатова), с 1901 года — в имении Зубриловка Саратовской губернии. Уже тогда усадьба пребывала в запустении, редко посещаемая её владельцами. В 1902 году было написано, пожалуй, главное произведение — полотно «Водоём». Этот год был счастливым для мастера. В том же году Борисов-Мусатов вновь посетил усадьбу вместе с сестрой Еленой и художницей Еленой Владимировной Александровой — будущей женой.
Его сестра Елена вспоминала:

Глубокая осень в Зубриловке также увлекла брата по своим блеклым тонам красок умирающей природы… Возле дома, где он нас писал в солнечные летние дни, краски уже были печальные, серые, все гармонировало с темным осенним небом, покрытым тучами. Казалось, что и дом замер с окружающей его увядающей зеленью. Это и дало настроение брату написать картину — «Призраки»… Он лично пояснял нам, как я помню, будто с окончанием жизни опустевшего помещичьего дома — «все уходило в прошлое», как изображены им на первом плане картины удаляющиеся призрачные фигуры женщин.

Эти две поездки в усадьбу нашли отражение в работах «Гобелен» (1901), «Прогулка при закате» (1903), «Призраки» (1903), «Сон божества» (1904—1905).
С 1903 года жил в Подольске. В 1904 году в Германии с большим успехом прошла персональная выставка художника Виктора Борисова-Мусатова. А в декабре 1904 года в семье Мусатовых родилась дочь Марианна.
С марта 1905 года Борисов-Мусатов с семьей живёт в Тарусе — по приглашению профессора И. В. Цветаева они поселились на городской даче «Песочное». Валерия Цветаева, старшая дочь профессора, по возвращении из путешествия в Тарусу не знала, что отец пригласил на их дачу художника Борисова-Мусатова с семьей. Поэтому когда она приехала на дачу, её поразила живописная сцена: на веранде лежал на животе человек и водил кистью по холсту… Борисов-Мусатов в это время работал над эскизом «Венки васильков». Он использовал известный художественный приём: если смотреть снизу вверх на изображаемый объект, то этот объект увеличивается в объёме. Так скромные деревянные балки тарусской дачи превратились на этой картине в античные колонны. Сам же И. В. Цветаев, когда в этот период приезжал в Тарусу, на даче «Песочное» не останавливался.

Могила в Тарусе

Скончался Борисов-Мусатов в Тарусе 26 октября (8 ноября) 1905 года на даче Цветаевых после тяжёлой простуды, полученной на Оке во время лодочной прогулки. Было ему всего 35 лет. Незадолго до ухода, гуляя возле старого хлыстовского кладбища и часовенки, он сказал в шутку, что, когда умрет, хорошо бы лежать здесь, над Окой… Так и произошло.
Похоронили художника на старом кладбище у Вознесенской горы, на окраине Тарусы — на высоком берегу реки Оки, над обрывом.
В 1906 году третий номер журнала «Золотое руно» был посвящён памяти художника Виктора Борисова-Мусатова .

В 1910 году на его могиле установили надгробие работы саратовского скульптора А. Т. Матвеева, одноклассника Борисова-Мусатова — на плите крупнозернистого красного песчаника лежит уснувший мальчик. В память о художнике место его захоронения называют Мусатовским косогором.
«…Он умер, оставив нам тихие образы, и над его величавыми созданиями тихо несется время, но они остаются. У времени и у них одно общее — вечность. Валы времени унесут, полыхая, его имя в даль веков, падая в темные глубины и снова вынося на гордые гребни…» Владимир Станюкович, писатель.

## Основные работы
- Майские цветы, 1894;
- Агава, 1897;
- Автопортрет с сестрой, 1898;
- Встреча у колонны;
- Дафнис и Хлоя, 1901;
- Гобелен, 1901;
- Весна, 1901;
- Водоём, 1902;
- Призраки, 1903;
- Изумрудное ожерелье, 1903—1904;
- Осенняя песнь, 1905;
- Реквием, 1905

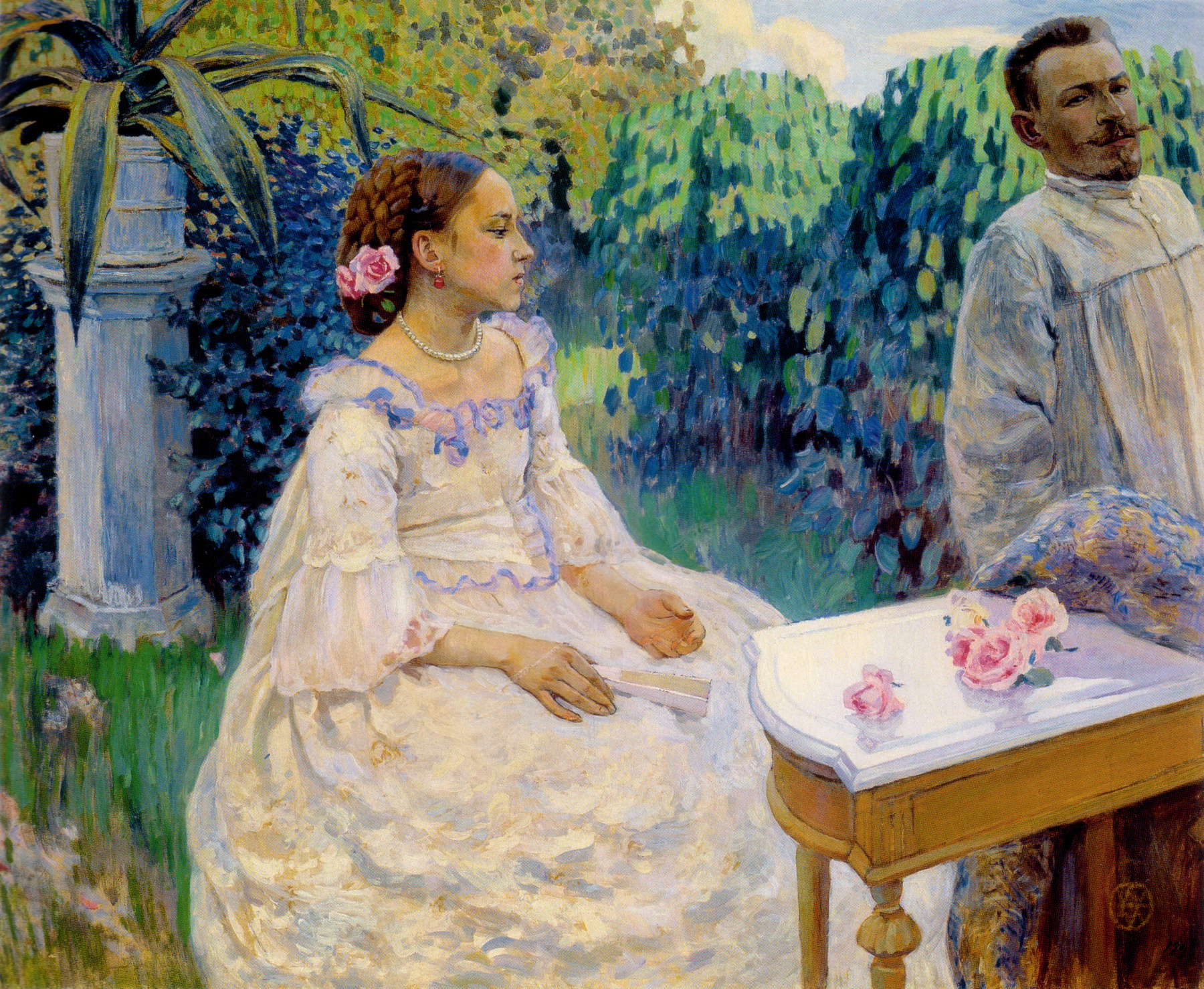
Автопортрет с сестрой, 1898, Государственный Русский музей, Санкт-Петербург
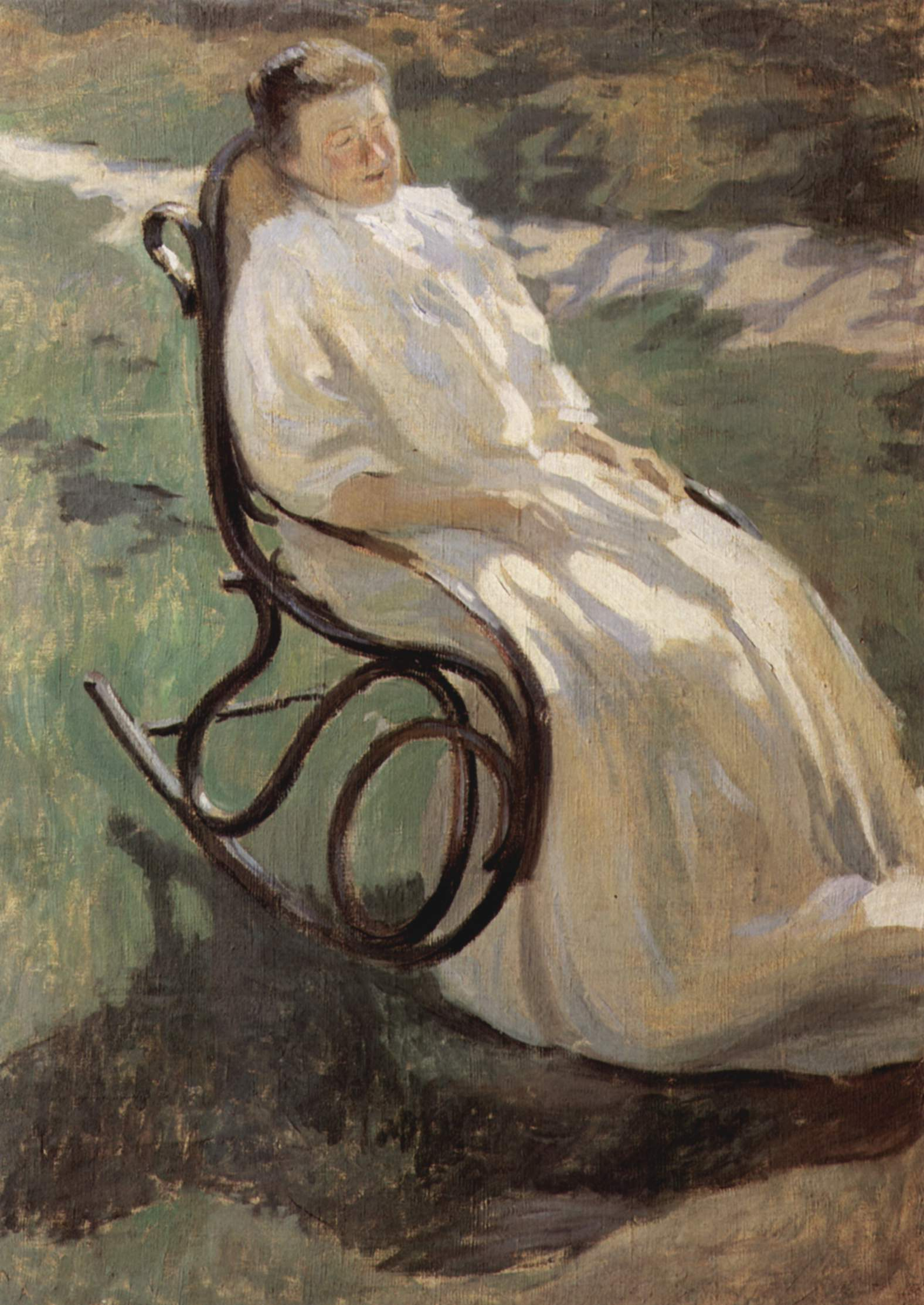
Дама в качалке (эскиз к неосуществленной картине «Maternite»), 1897, Государственная Третьяковская галерея, Москва
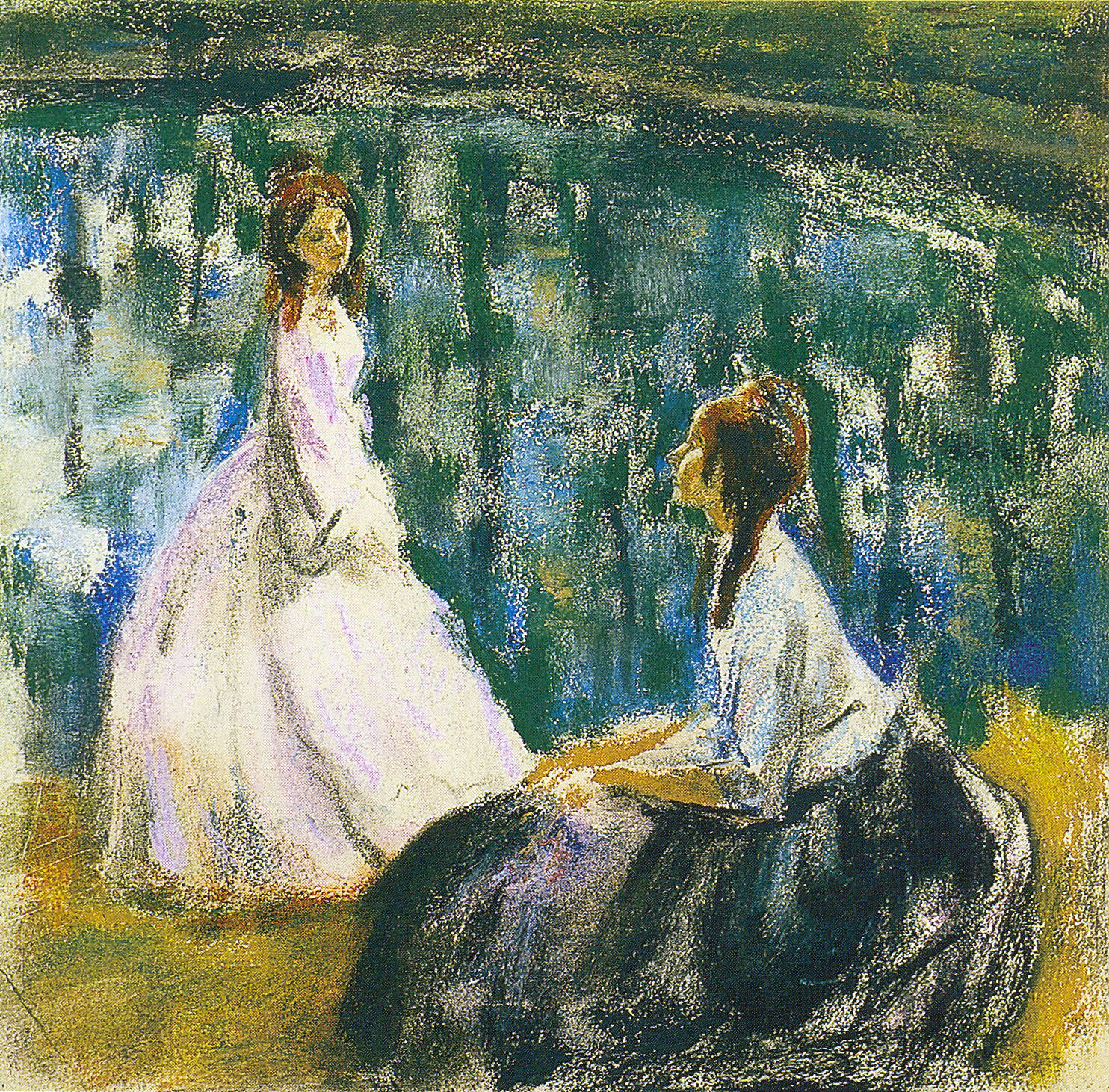
У водоёма (эскиз), частное собрание, Москва
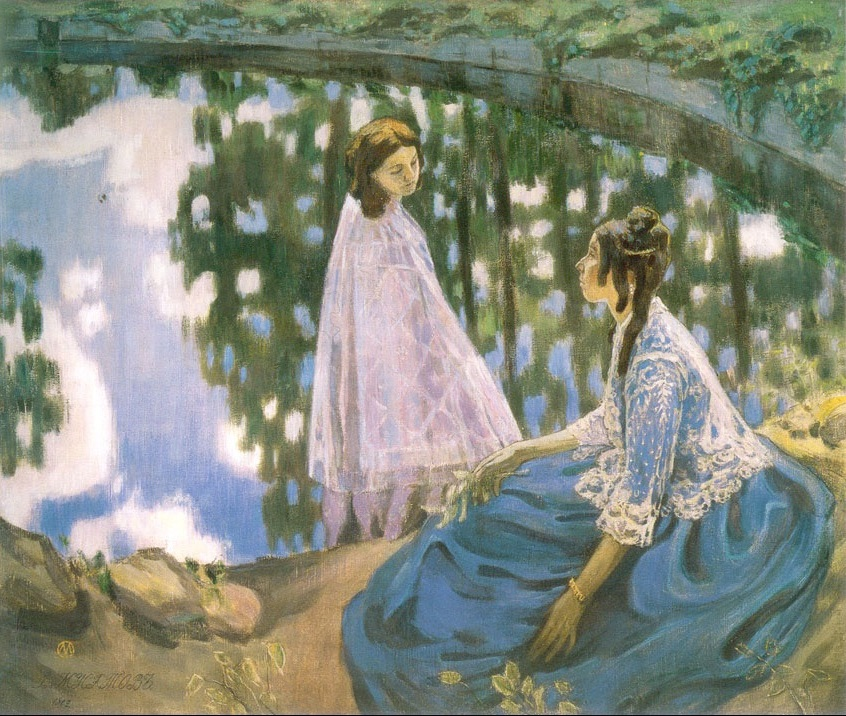
Водоём, 1902, Государственная Третьяковская галерея, Москва
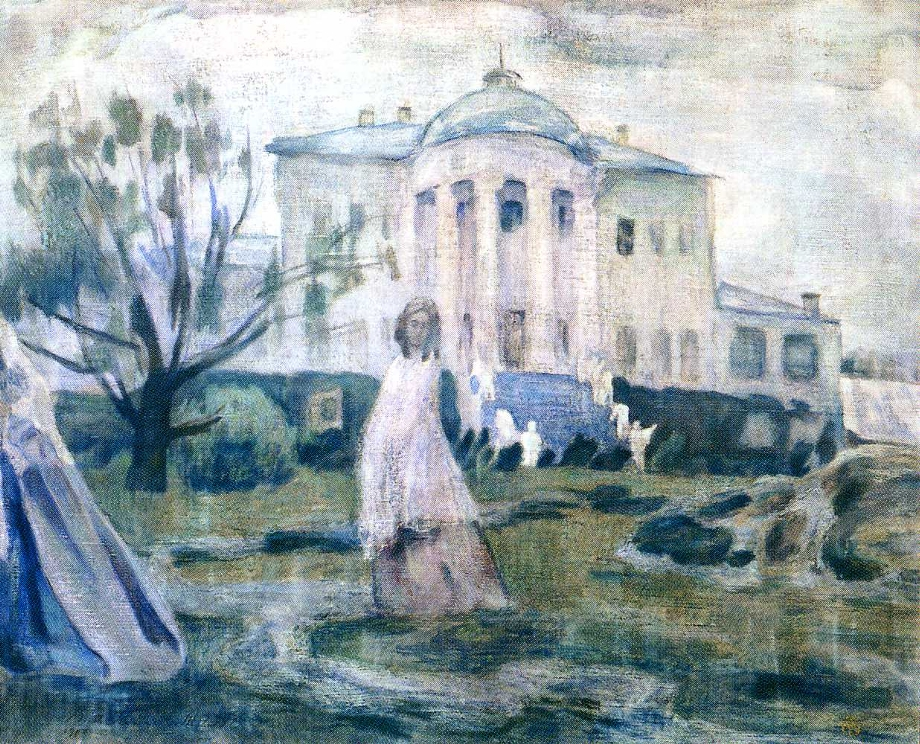
Призраки, 1903; Художник запечатлел южный фасад дворца в усадьбе Зубриловка

## Семья
- Дед — Борис Александрович Мусатов.
- Родители — Евдокия Гавриловна и Эльпидифор Борисович Мусатов.
- Мусатова (Немирова) Агриппина Эльпидифоровна (1875—1959, Киев) — сестра художника. Замужем (с 1896 г.) за Федором Егоровичем Немировым, владельцем типографии в Саратове. В семье было 10 детей. А. Э. Немирова — инициатор создания в Саратове музея художника. Она же была в числе первых дарителей произведений брата в Саратовский государственный художественный музей[11].
- Борисова-Мусатова, Елена Эльпидифоровна (1883—1974) — младшая сестра художника, модель множества его полотен. Окончила Строгановское училище. Работала художником по фарфору и керамике на фабрике Цинделя, переводчиком в Государственной библиотеке СССР имени В. И. Ленина. Её воспоминания о Борисове-Мусатове хранятся в Отделе рукописей Государственной Третьяковской галереи. Похоронена рядом с братом на кладбище в Тарусе.
- Александрова (Александрова-Сковорода), Елена Владимировна (1874—1921, Крым) — с 1903 г. жена Борисова-Мусатова, также художница. Окончила Московское училище живописи, ваяния и зодчества (именно там они познакомились с В.Борисовым-Мусатовым), в 1898—1902 годах училась в Мюнхене в художественной школе Антона Ашбэ. Была участницей выставок Московского Товарищества Художников, Нового общества художников, 8-й выставки картин журнала «В мире искусств», Художественно-промышленной выставки. Почти все работы Елены Владимировна погибли в Крыму, где она жила последние годы, во время Гражданской войны. После смерти мужа Елена Владимировна организовала посмертную выставку, на которой Третьяковская галерея приобрела «Призраки», «Изумрудное ожерелье», этюд «Осенняя песнь», «Ветер» и несколько этюдов к «Реквиему». Через несколько лет «Реквием» она передала Третьяковской галерее в дар[12].
- Борисова-Мусатова, Марианна Викторовна (1905—1991, Москва) — дочь художника, также художница, книжный график. Окончила Ленинградское художественно-промышленное училище. Её муж — Сергей Николаевич Тройницкий (1882—1948), доктор искусствоведения, первый выборный директор Эрмитажа (1918—1927)[13].